# Cordax
La cordax ou cordace était une danse lascive, provocante, voire licencieuse et souvent obscène de la comédie grecque antique. Dans sa pièce Les Nuées, Aristophane se plaint que d'autres dramaturges de son temps essayent de cacher la faiblesse de leurs pièces en mettant sur scène une vieille femme dansant le cordax.
La cordax se danse lors du symposion, deuxième partie du banquet, où l'on s'enivre, et pendant laquelle il est permis d'inviter à danser : dans Les Caractères du philosophe grec Théophraste, un effronté,, se cache sous un masque pour inviter à la danse alors que le symposion n'a pas encore commencé. On trouve également une référence à cette danse dans le roman de l'écrivain romain Pétrone Satyricon, où l'un des personnages se vante auprès de ses invités lors d'un dîner que personne ne danse mieux la cordax que son épouse. La nature de cette danse est décrite dans les Satires de Juvénal qui indique « les filles encouragées par les applaudissements tombent à terre avec les fesses tremblantes »[réf. nécessaire]. Le poète Horace et le dramaturge Plaute se réfèrent également à cette danse, sous l'appellation motus iconici[réf. nécessaire]. Julien l'Apostat fait également brièvement référence à cette danse dans le le Misopogon.
Pour autant, Libanios précise dans son discours En réponse à Aristide pour la défense des danseurs, au IVe siècle, qu'elle est dansé par les acteurs de théâtre mais non par les danseurs pantomimes.
La définition de cette danse a varié selon les auteurs et les époques : « Danse des Anciens, théâtrale & particulière aux pièces comiques » selon Charles Compan en 1787, « danse infâme » selon Charles Alexandre, Inspecteur général des études, auteur du Dictionnaire grec-français composé sur un nouveau plan, Paris, Hachette, 1844 ; « danse théâtrale à laquelle ils (les Grecs) prenaient d'autant plus de plaisir qu'elle faisait partie des danses comiques (…) Comme comique, la vivacité, le brio, la furia même des mouvements caractérisait la danse » chez Gustave Desrat en 1895, « Danse bouffonne ou lascive, chez les Grecs anciens, souvent liée à l'ivresse » pour le CNRTL (Centre national de ressources textuelles et lexicales, entrée Cordace consultée le 4 juin 2025, « danses orgiastiques » pour Emmanuel Soler.